# Tom Walkinshaw
Tom Walkinshaw, född 14 augusti 1946 i Penicuik, Midlothian, död 12 december 2010 nära Penicuik, Midlothian, var en brittisk (skotsk) racerförare.
Walkinshaw var bland annat anställd av Formel 1-stallet Benetton och var senare stallchef för Arrows i slutet av 1990-talet.
Han var också grundaren av racingstallet Tom Walkinshaw Racing (TWR).
Den 12 december 2010 avled Walkinshaw i lungcancer, 64 år gammal.